# نيماني نادولو
نيماني نادولو (مواليد 31 يناير 1988) هو لاعب اتحاد رغبي فيجي يلعب حالياً في نادي ليستر تايغرز.

## وصلات خارجية
- نيماني نادولو على موقع دوري الرغبي الممتاز (الإنجليزية)
- نيماني نادولو عل موقع إسبنسكروم (الإنجليزية)
- نيماني نادولو على موقع ItsRugby.co.uk (الإنجليزية)